# 瑞典交通
瑞典的交通系統涵蓋航空、巴士、渡輪和鐵路這四種主要交通方式，使得沒有私人車輛的居民和遊客在瑞典450,295平方公里（173,860平方英里）的廣闊地域內出行。

## 鐵路
瑞典的鐵路由瑞典國家鐵路（SJ）、DSBFirst、Green Cargo、Tågkompaniet等公司負責運營。瑞典的大多數鐵路由國家所有。瑞典鐵路全長11,663 km，其中 9227 km為國有。瑞典的鐵路中11,568 km是標準軌，65 km是窄軌。瑞典是北欧唯一一个国铁线路靠左开行的国家。斯德哥爾摩是瑞典唯一一個擁有捷運的城市。

## 公路
瑞典與鄰國挪威和芬蘭相同，目前皆為右側行駛。從1736年至1967年，瑞典長期採用左側行駛。由於鄰國均為右側行駛，瑞典於1955年舉行公投，討論是否更改駕駛方向，但遭到否決。然而，1963年瑞典國會通過法律，決定改為右側行駛，並於1967年9月3日（該日又被稱為「H日」）正式實施。2009年，瑞典公路總長度为572,900公里。

## 機場
截止2024年12月31日，瑞典境內一共有247座機場，跑道總數達266條。其中最繁忙的機場為斯德哥爾摩省錫格蒂納的斯德哥爾摩阿蘭達機場，年度乘客量達2600萬人次。瑞典國內的十個最繁忙機場皆由國營企業Swedavia擁有及營運。